# Psychotria debilis
Psychotria debilis är en måreväxtart som beskrevs av Johannes Müller Argoviensis. Psychotria debilis ingår i släktet Psychotria och familjen måreväxter. Inga underarter finns listade i Catalogue of Life.